# Dadukou
Dadukou (en chino simplificado, 大渡口区; pinyin, Dàdùkǒu qū) es un distrito urbano bajo la administración del municipio de Chongqing, en el centro de la República Popular China. Se ubica en las riveras del río Yangtsé y al sur de la cuenca de Sichuan. Su área es de 102 km² y su población total para 2016 fue más de 300 mil habitantes. Su nombre hace referencia a la desembocadura del río Dadu.

## Administración
El distrito de Dadukou se divide en 8 pueblos que se administran en 5 subdistritos y 3 poblados.